# Лумумба (фильм)
«Лумумба» (фр. Lumumba) — кинофильм режиссёра Рауля Пека, вышедший на экраны в 2000 году.

## Сюжет
Лента в основном рассказывает о последних месяцах жизни африканского борца против колониализма Патриса Лумумбы. В июне 1960 года, после провозглашения независимости Республики Конго, он стал её первым премьер-министром. Почти сразу в стране начались беспорядки, во многом обусловленные иностранным вмешательством и сепаратизмом провинции Катанга. Несмотря на усилия Лумумбы по наведению в стране порядка, в результате интриг он был отстранён от власти, схвачен и после жестоких пыток убит.

## В ролях
| Актёр            | Роль                     |
| ---------------- | ------------------------ |
| Эрик Эбуане      | Патрис Лумумба           |
| Алекс Деска      | Жозеф Мобуту             |
| Теофиль Совие    | Морис Мполо              |
| Мака Котто       | президент Жозеф Касавубу |
| Дьёдонне Кабонго | Годфруа Мунонго          |
| Паскаль Нзонзи   | Моиз Чомбе               |
| Андре Дебаар     | Вальтер Гансхоф          |
| Шейк Дукуре      | Жозеф Окито              |
| Макена Диоп      | Томас Канза              |
| Мариам Каба      | Полин Лумумба            |
| Руди Делхем      | генерал Эмиль Янссенс    |

## Награды и номинации
- 2000 — номинация на приз C.I.C.A.E. Award на Каннском кинофестивале.
- 2001 — премия имени Поля Робсона на Фестивале кино и телевидения стран Африки в Уагадугу.
- 2001 — премия Общества политического кино за мир.
- 2002 — номинация на премию «Независимый дух» за лучший зарубежный фильм.